# Pauropus bipartitus
Pauropus bipartitus är en mångfotingart som beskrevs av Ulf Scheller 1970. Pauropus bipartitus ingår i släktet grovfåfotingar, och familjen fåfotingar. Inga underarter finns listade i Catalogue of Life.